# Zosia Mamet
Zosia Russell Mamet (2 de febrero de 1988), conocida como Zosia Mamet, es una actriz y música estadounidense,
 que ha aparecido en series de televisión como  Mad Men, United States of Tara o Parenthood y hace el papel de Shoshanna Shapiro en la serie Girls, de HBO.

## Biografía
Mamet nació en Randolph, Vermont, hija del dramaturgo, ensayista y director de cine estadounidense David Mamet y de la actriz Lindsay Crouse. Su abuelo materno fue el dramaturgo Russel Crouse. Tiene una hermana, Willa, que es cantante, y dos medios hermanos, Clara, que también es actriz y directora, y Noah. Respecto a sus creencias, se identifica como judía (su padre es judío y su madre es budista). Vivió en Nueva Inglaterra hasta los cinco años, cuando su madre se mudó a Pacific Palisades, California con Willa y Zosia. Tras terminar la escuela secundaria, Mamet decidió dedicarse a la interpretación y a la música.
En octubre de 2016, Zosia Mamet se casó con el actor Evan Jonigkeit.

## Carrera musical
Mamet tiene una banda musical llamada Chacha. En mayo de 2013, Mamet y su hermana Clara, que se autodenominan The Cabin Sisters, presentaron un proyecto en una web de micromecenazgo, en concreto Kickstarter, solicitando $ 32,000 para un video de su canción "Bleak Love". Las Mamets fueron muy criticadas por esto.

## Filmografía

### Cine
| Año  | Título                 | Personaje        | Notas        |
| ---- | ---------------------- | ---------------- | ------------ |
| 1997 | Vida de Colin Fitz     | Seguidor perdido |              |
| 2004 | Spartan                | Mujer beduina    |              |
| 2009 | Verdad media           | Chica            | Cortometraje |
| 2009 | Del Ledge              | Jenny            |              |
| 2010 | The Kids Are All Right | Sasha            |              |
| 2010 | Cereza                 | Darcy            |              |
| 2010 | Greenberg              | Chica en partido |              |
| 2011 | Snuggle Bunny          | La hija          | Cortometraje |
| 2012 | Historias de ocaso     | Bethany          |              |
| 2012 | Rimas con plátano      | Z                |              |
| 2013 | El último Keepers      | Rhea Carver      |              |
| 2015 | Corazón de hemorragia  | Shiva            |              |
| 2016 | Wiener-Perro           | Zoe              |              |
| 2016 | Mildred                | Mildred          | Cortometraje |
| 2016 | Dominion               | Penique          |              |
| 2016 | Goldbricks en flor     | Cleo             |              |
| 2017 | El chico de abajo      | Diana            |              |
| 2018 | Under the Silver Lake  | Troy             |              |
| 2023 | Trolls Band Together   | Crimp (Voz)      |              |
| 2024 | Madame Web             | Amaria           |              |

### Televisión
| Año     | Título                      | Personaje                  | Notas                                                                |
| ------- | --------------------------- | -------------------------- | -------------------------------------------------------------------- |
| 1994    | Vidas paralelas             | Shannon                    |                                                                      |
| 2006–07 | The Unit                    | Christine Ross             | 5 episodios                                                          |
| 2009    | Ab Fab                      | Azafrán                    |                                                                      |
| 2009    | Lobos de guerra             | Rudy                       |                                                                      |
| 2010    | United States of Tara       | Courtney                   | 7 episodios                                                          |
| 2010    | Sexys Halloween             | Beatrice                   | vídeo corto                                                          |
| 2010–11 | Parenthood                  | Kelsey                     | 5 episodios                                                          |
| 2010–12 | Mad Men                     | Joyce Ramsay               | 5 episodios                                                          |
| 2012–17 | Girls                       | Shoshanna Shapiro          | Protagonista                                                         |
| 2013    | EE.UU. de instituto!        | Amber Lamber (voz)         | Función principal                                                    |
| 2014    | Regular Show                | Celia (voz)                | Episodio: "La Postal"                                                |
| 2015    | American Dad!               | Mary (voz)                 | Episodio: "Mi Señora de Asunto"                                      |
| 2016    | Unbreakable Kimmy Schmidt   | Demanda Thompstein         | Episodio: "Kimmy Conduce un Coche!"                                  |
| 2017–19 | Star vs. the Forces of Evil | Hekapoo (Voz)              | Recurrente                                                           |
| 2017    | You're the Worst            | Heidi Rasmullen            | Episodio: "No una Apuesta Grande"                                    |
| 2019    | Historias de San Francisco  | Claire Duncan              | Recurrente                                                           |
| 2019–21 | Dickinson                   | Louisa May Alcott          | 2 episodios                                                          |
| 2020–22 | The Flight Attendant        | Annie Mouradian            | Principal                                                            |
| 2023    | Harley Quinn                | Princesa Ladyfingers (voz) | Episodio: "The Most Culturally Impactful Film Franchise of All Time" |
| 2024    | The Decameron               | Pampinea                   | 8 episodios                                                          |

### Teatro
| Año  | Obra                | Papel         | Lugar                                         | Ref.   |
| ---- | ------------------- | ------------- | --------------------------------------------- | ------ |
| 2013 | Really Really       | Leigh         | Lucille Lortel Theatre, Off-Broadway          | [ 14 ] |
| 2013 | Uncle Vanya         | Sofia         | James Bridges Theater, Los Angeles            | [ 15 ] |
| 2013 | Crimes of the Heart | Babe Botrelle | Acorn Theatre, Off-Broadway                   | [ 16 ] |
| 2017 | The Whirligig       | Trish         | Alice Griffin Jewel Box Theatre, Off-Broadway | [ 17 ] |